# 白麻蝇属
白麻蝇属（学名：Leucomyia）为麻蝇科的一个属。本属的灰斑白麻蝇（Leucomyia cinerea Fabr., 1794），国外曾发现于印度、锡兰、日本、泰国沿海地区。Senior-White(1940)及Hori K.(1953)对其成蝇曾进行了简单描述。中国在进行河北省蝇类区系分布调查时曾于1962年8月、10月及1964年8月在秦皇岛市海滨采到此蝇，发现其密度很大，经用海蟹肉培养得其三龄幼虫。

## 下属物种
本属包括以下物种：
- 灰斑白麻蝇 Leucomyia cinerea Fabr., 1794
  - 渡口白麻蝇 Leucomyia cinerea dukoica Zhang et Chao